# کودراوکا
کودراوکا (به لهستانی:  Kudrawka) یک روستا در لهستان است که در گمینا نوو دوور واقع شده‌است.